# Джерсі (Джорджія)
Джерсі (англ. Jersey) — місто (англ. town) в США, в окрузі Волтон штату Джорджія. Населення — 146 осіб (2020).

## Географія
Джерсі розташоване за координатами 33°43′2″ пн. ш. 83°48′15″ зх. д. / 33.71722° пн. ш. 83.80417° зх. д. (33.717171, -83.804184).  За даними Бюро перепису населення США в 2010 році місто мало площу 2,02 км², з яких 2,01 км² — суходіл та 0,01 км² — водойми.

## Демографія
Згідно з переписом 2010 року, у місті мешкало 137 осіб у 53 домогосподарствах у складі 41 родини. Густота населення становила 68 осіб/км².  Було 67 помешкань (33/км²).
Расовий склад населення:
| - 94,2 % — білих - 2,9 % — чорних або афроамериканців |

До двох чи більше рас належало 2,2 %. Частка іспаномовних становила 0,7 % від усіх жителів.
За віковим діапазоном населення розподілялося таким чином: 21,2 % — особи молодші 18 років, 66,4 % — особи у віці 18—64 років, 12,4 % — особи у віці 65 років та старші. Медіана віку мешканця становила 40,3 року. На 100 осіб жіночої статі у місті припадало 90,3 чоловіків;  на 100 жінок у віці від 18 років та старших — 86,2 чоловіків також старших 18 років.
За межею бідності перебувало 12,7 % осіб, у тому числі 0,0 % дітей у віці до 18 років та 12,2 % осіб у віці 65 років та старших.
Цивільне працевлаштоване населення становило 40 осіб. Основні галузі зайнятості: виробництво — 45,0 %, науковці, спеціалісти, менеджери — 12,5 %, сільське господарство, лісництво, риболовля — 12,5 %.